# Kostel svatého Gotharda (Modřice)
Kostel svatého Gotharda je římskokatolický chrám ve městě Modřice v okrese Brno-venkov. Je chráněn jako kulturní památka České republiky. Je farním kostelem modřické farnosti.

## Historie
Původní kostel poblíž modřického hradu byl postaven na přelomu 12. a 13. století, jeho pozůstatky s částmi románského zdiva lodi byly objeveny při opravách omítky současného chrámu v 70. letech 20. století, v kryptě byly také nalezeny možné základy věže. V roce 1222 je poprvé uváděn modřický farář Vilém. V roce 1341 byl kostel údajně znovu vysvěcen. Roku 1724 vyhořel, poté byl opraven. K přestavbě do současné barokní podoby došlo mezi lety 1780 a 1784, byla zbořena původní věž, loď byla rozšířena, byl postaven nový presbytář a věž na východní straně.
Kolem kostela se do roku 1880 nacházel hřbitov.
Dominantou klasicistního interiéru kostela je obraz svatého Gotharda nad oltářem, dále se zde nacházejí dvě rozsáhlé stropní malby, gotická dřevořezba Madony s dítětem a skupina soch symbolizující Olivetskou horu.
K soše Piety sem odedávna přicházeli poutníci na ojedinělou cechovní pouť cechu zahradnického. Poutní bohoslužby se zde konají každoročně v sobotu okolo svátku sv. Gotharda (5. května).

## Galerie

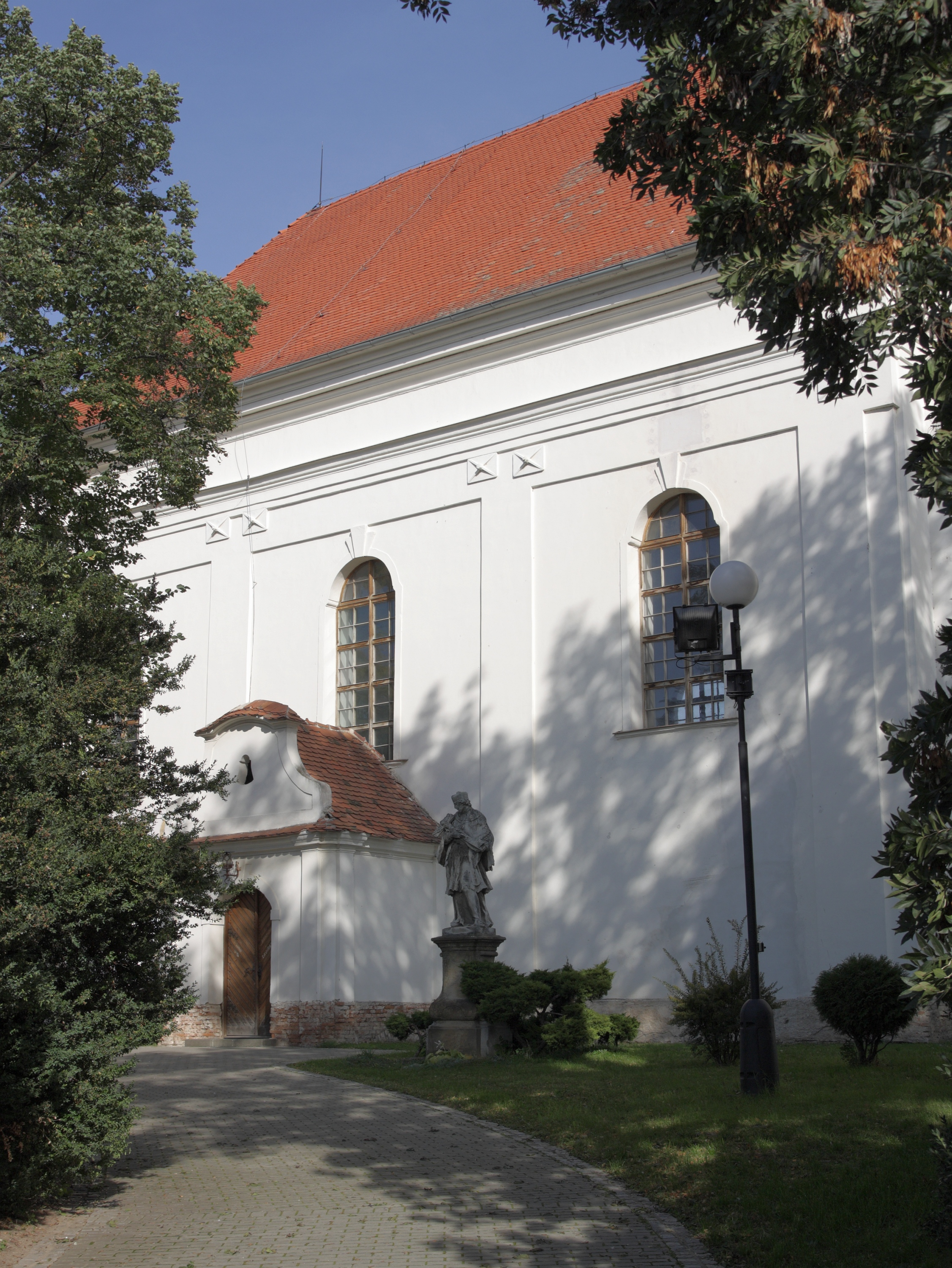
Loď a socha sv. Jana Nepomuckého
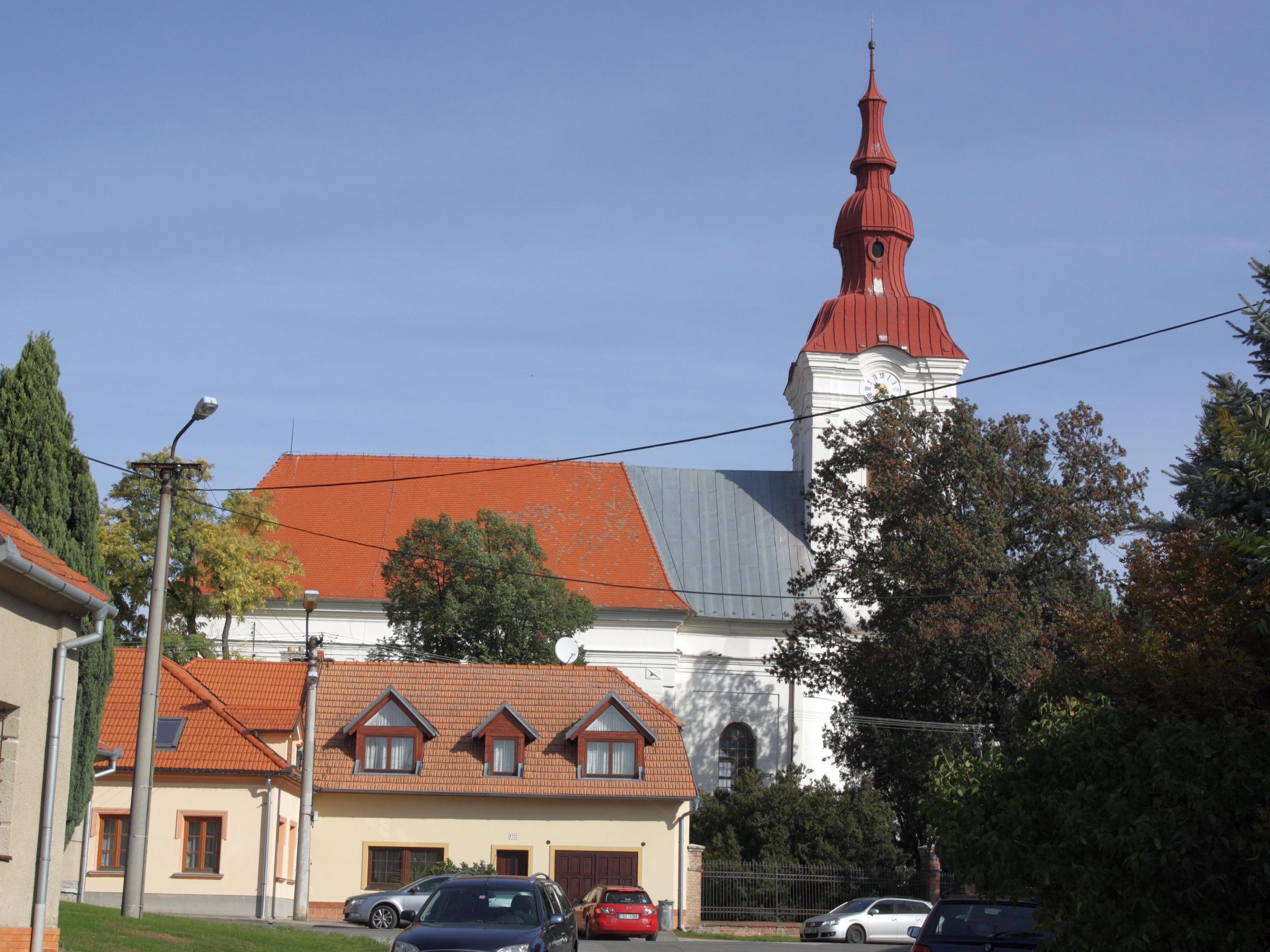
Kostel od jihu
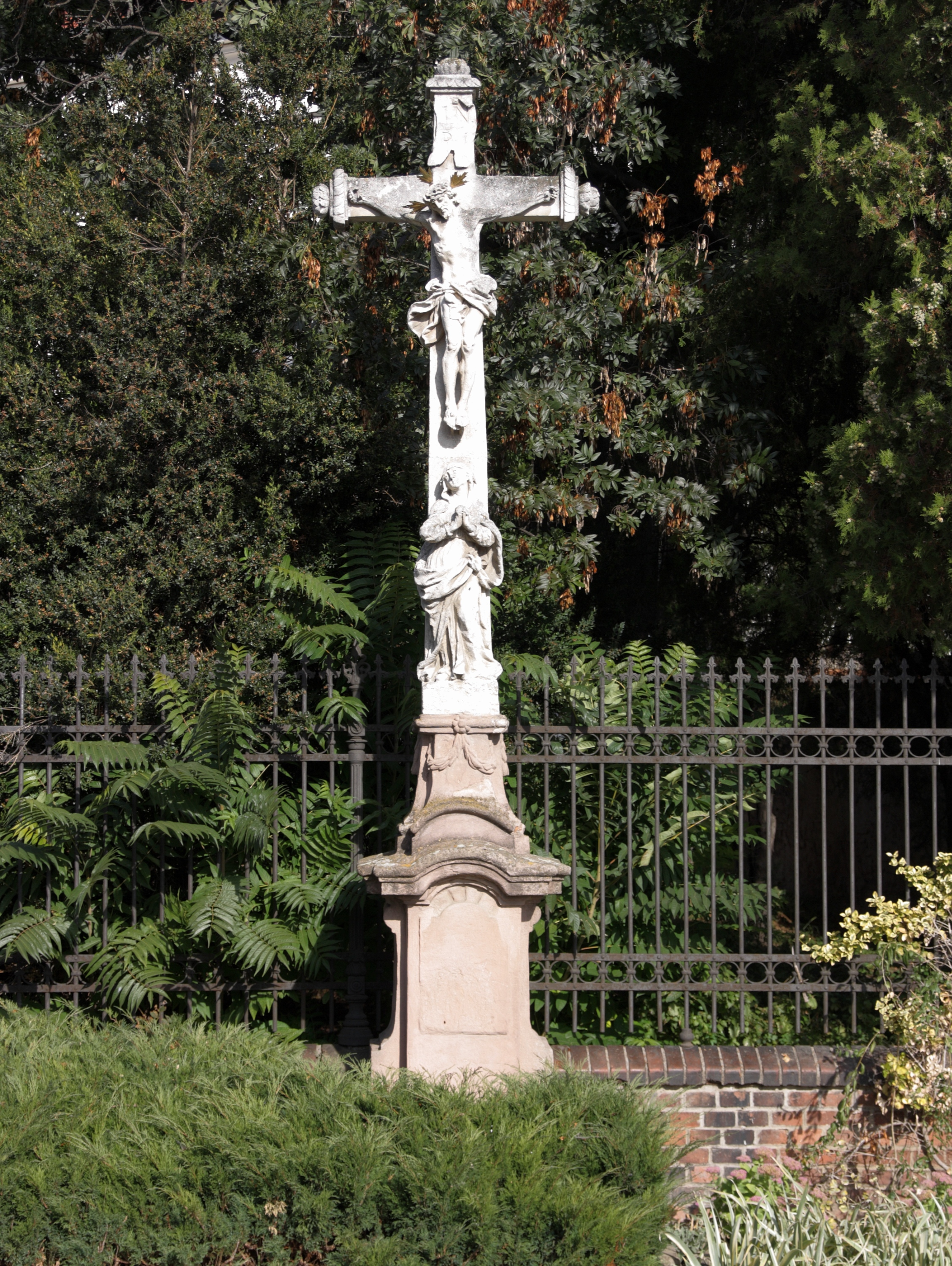
Krucifix u kostela